# Myophonus borneensis
Tordo-assobiador-do-bornéu ou tordo-assobiador-de-bornéu (Myophonus borneensis) é uma espécie de ave da família Turdidae.
Pode ser encontrada nos seguintes países: Indonésia e Malásia.
Os seus habitats naturais são: regiões subtropicais ou tropicais húmidas de alta altitude.